# ゴンサロ・パシエンシア
ゴンサロ・メンデス・パシエンシア（Gonçalo Mendes Paciência、1994年8月1日 - ）は、ポルトガル・ポルト出身のプロサッカー選手。カンピオナート・ブラジレイロ・セリエA・スポルチ・レシフェ所属。ポジションはフォワード（FW）。元ポルトガル代表。
元サッカー選手のドミンゴス・パシエンシアは実父。

## 経歴

### クラブ
8歳から地元クラブのFCポルトで育成され、2014年1月12日にセグンダリーガ所属のBチームでプロデビューを果たした。3月22日のCDフェイレンセ戦で初ゴール。
2015年1月21日、タッサ・ダ・リーガ・SCブラガ戦でスタメン入りしトップチームデビュー。翌週の同大会・アカデミカ・コインブラ戦でトップチームでの初ゴールをマーク。
2015年7月29日、1シーズンの契約でアカデミカ・コインブラにレンタル移籍。
2016年8月31日、今度はオリンピアコスFCにレンタル移籍。ところがクラブのメディカルチェックで心臓に異常が見つかり、12月にレンタルが打ち切られた。シーズンの残りはリオ・アヴェFCにレンタルされた。
2017年7月20日、ヴィトーリア・セトゥーバルにレンタル移籍。タッサ・ダ・リーガでは4ゴールをマークし決勝進出に貢献。2018年1月27日の決勝・スポルティングCPでは先制ゴールを奪い、PK戦でも1番手で登場し成功させた。チームは準優勝に終わったものの、自身は5得点を挙げ大会得点王に輝いた。
2018年7月12日、アイントラハト・フランクフルトに移籍した。加入後怪我で離脱する期間が長かったが、2019年3月2日、ホッフェンハイムとの対戦でブンデスリーガ初得点を記録。
2020年9月15日、シャルケ04に買い取りオプション付きの1シーズンのレンタル移籍が発表された。
2021-22シーズン、フランクフルトに複帰、ヨーロッパリーグではグループリーグで2得点を記録、決勝のレンジャーズ戦ではベンチ入りするも出場機会を得られなかったが、優勝を果たした。
2022年8月6日、セルタ・デ・ビーゴと3年契約を結んだ。2023年9月1日、VfLボーフムにレンタル移籍した。2023-24シーズン終了後にセルタを退団してフリーとなった。
2024年9月2日、サンフレッチェ広島へ完全移籍することが発表された。9月14日、リーグ30節の鹿島アントラーズとの対戦でリーグ戦初出場、この試合で移籍後初得点を記録した。
2025年1月、スポルチ・レシフェに移籍した。

## 代表
アンダー世代からA代表までポルトガル代表に選ばれた。チェコで開催されたUEFA U-21欧州選手権2015では3試合に途中出場し、スウェーデン戦で1ゴールを記録した。決勝のスウェーデン戦ではPK戦で1番手を任されこれを成功させた。
パシエンシアはポルトガル代表の一員として2016年夏季オリンピックに出場し、グループステージで3ゴールを記録した。 彼は2017年11月14日にポルトガル代表としてA代表デビューを果たし、アメリカ代表との親善試合で46分にジェルソン・マルティンスに代わって途中出場した。この試合は1-1の引き分けに終わった。2試合目はちょうど2年後の2019年11月14日、UEFA Euro 2020の予選でリトアニア代表戦にフル出場し、6-0の大勝の中で4点目を記録した。試合はアルガルヴェで行われた。

## タイトル
クラブ
オリンピアコス
- ギリシャ・スーパーリーグ: 2016-17

FCポルト
- プリメイラ・リーガ: 2017-18

フランクフルト 
- ヨーロッパリーグ: 2021-22

個人
- タッサ・ダ・リーガ得点王 : 2018
- セグンダ・リーガ月間最優秀選手 : 2015年2月
- セグンダ・リーガ月間最優秀若手選手 : 2014年3月

## 個人成績
| 国内大会個人成績 | 国内大会個人成績 | 国内大会個人成績 | 国内大会個人成績 | 国内大会個人成績 | 国内大会個人成績 | 国内大会個人成績 | 国内大会個人成績 | 国内大会個人成績 | 国内大会個人成績 | 国内大会個人成績 | 国内大会個人成績 |
| 年度             | クラブ           | 背番号           | リーグ           | リーグ戦         | リーグ戦         | リーグ杯         | リーグ杯         | オープン杯       | オープン杯       | 期間通算         | 期間通算         |
| 年度             | クラブ           | 背番号           | リーグ           | 出場             | 得点             | 出場             | 得点             | 出場             | 得点             | 出場             | 得点             |
| ポルトガル       | ポルトガル       | ポルトガル       | ポルトガル       | リーグ戦         | リーグ戦         | リーグ杯         | リーグ杯         | ポルトガル杯     | ポルトガル杯     | 期間通算         | 期間通算         |
| ---------------- | ---------------- | ---------------- | ---------------- | ---------------- | ---------------- | ---------------- | ---------------- | ---------------- | ---------------- | ---------------- | ---------------- |
| 2014-15          | ポルト           | 39               | プリメイラ       | 1                | 0                | 3                | 1                | 0                | 0                | 4                | 1                |
| 2015-16          | コインブラ       |                  | プリメイラ       | 27               | 3                | 1                | 0                | 2                | 1                | 30               | 4                |
| ギリシャ         | ギリシャ         | ギリシャ         | ギリシャ         | リーグ戦         | リーグ戦         | リーグ杯         | リーグ杯         | エラーダス杯     | エラーダス杯     | 期間通算         | 期間通算         |
| 2016-17          | オリンピアコス   | 21               | スーパーリーグ   | 1                | 0                | 0                | 0                | 0                | 0                | 1                | 0                |
| ポルトガル       | ポルトガル       | ポルトガル       | ポルトガル       | リーグ戦         | リーグ戦         | リーグ杯         | リーグ杯         | ポルトガル杯     | ポルトガル杯     | 期間通算         | 期間通算         |
| 2016-17          | リオ・アヴェ     |                  | プリメイラ       | 15               | 1                | 0                | 0                | 0                | 0                | 15               | 1                |
| 2017-18          | セトゥーバル     | 9                | プリメイラ       | 18               | 5                | 5                | 5                | 0                | 0                | 23               | 10               |
| 2017-18          | ポルト           | 14               | プリメイラ       | 9                | 0                | -                | -                | 2                | 0                | 11               | 0                |
| ドイツ           | ドイツ           | ドイツ           | ドイツ           | リーグ戦         | リーグ戦         | リーグ杯         | リーグ杯         | DFBポカール      | DFBポカール      | 期間通算         | 期間通算         |
| 2018-19          | フランクフルト   | 39               | ブンデス1部      | 11               | 3                | -                | -                | 1                | 1                | 12               | 4                |
| 2019-20          | フランクフルト   | 39               | ブンデス1部      | 23               | 7                | -                | -                | 4                | 0                | 27               | 7                |
| 2020-21          | シャルケ         | 18               | ブンデス1部      | 15               | 1                | -                | -                | 1                | 0                | 16               | 1                |
| 2021-22          | フランクフルト   | 39               | ブンデス1部      | 18               | 3                | -                | -                | 1                | 0                | 19               | 3                |
| スペイン         | スペイン         | スペイン         | スペイン         | リーグ戦         | リーグ戦         | 国王杯           | 国王杯           | オープン杯       | オープン杯       | 期間通算         | 期間通算         |
| 2022-23          | セルタ           | 9                | プリメーラ       | 25               | 2                | 3                | 1                | -                | -                | 28               | 3                |
| ドイツ           | ドイツ           | ドイツ           | ドイツ           | リーグ戦         | リーグ戦         | リーグ杯         | リーグ杯         | DFBポカール      | DFBポカール      | 期間通算         | 期間通算         |
| 2023-24          | ボーフム         | 9                | ブンデス1部      | 19               | 3                | -                | -                | 0                | 0                | 19               | 3                |
| 日本             | 日本             | 日本             | 日本             | リーグ戦         | リーグ戦         | リーグ杯         | リーグ杯         | 天皇杯           | 天皇杯           | 期間通算         | 期間通算         |
| 2024             | 広島             | 99               | J1               | 8                | 2                | 1                | 0                | 1                | 0                | 10               | 2                |
| 通算             | ポルトガル       | ポルトガル       | プリメイラ       | 70               | 9                | 9                | 6                | 4                | 1                | 83               | 16               |
| 通算             | ギリシャ         | ギリシャ         | スーパーリーグ   | 1                | 0                | 0                | 0                | 0                | 0                | 1                | 0                |
| 通算             | ドイツ           | ドイツ           | ブンデス1部      | 86               | 17               | -                | -                | 7                | 1                | 93               | 18               |
| 通算             | スペイン         | スペイン         | プリメーラ       | 25               | 2                | 3                | 1                | 0                | 0                | 28               | 3                |
| 通算             | 日本             | 日本             | J1               | 8                | 2                | 1                | 0                | 1                | 0                | 10               | 2                |

| 国際大会個人成績 | 国際大会個人成績 | 国際大会個人成績 | 国際大会個人成績 | 国際大会個人成績 | 国際大会個人成績 | 国際大会個人成績 |
| 年度             | クラブ           | 背番号           | 出場             | 得点             | 出場             | 得点             |
| UEFA             | UEFA             | UEFA             | UEFA EL          | UEFA EL          | UEFA CL          | UEFA CL          |
| ---------------- | ---------------- | ---------------- | ---------------- | ---------------- | ---------------- | ---------------- |
| 2017-18          | ポルト           | 14               | -                | -                | 2                | 0                |
| 2018-19          | フランクフルト   | 39               | 6                | 1                | -                | -                |
| 2019-20          | フランクフルト   | 39               | 16               | 3                | -                | -                |
| 2021-22          | フランクフルト   | 39               | 6                | 2                | -                | -                |
| 通算             | UEFA             | UEFA             | 28               | 5                | 2                | 0                |

## 代表歴

### 試合数
- 国際Aマッチ 2試合 1得点（2017年-2019年）[28]

| ポルトガル代表 | 国際Aマッチ | 国際Aマッチ |
| 年             | 出場        | 得点        |
| -------------- | ----------- | ----------- |
| 2017           | 1           | 0           |
| 2018           | 0           | 0           |
| 2019           | 1           | 1           |
| 通算           | 2           | 1           |